# Rów Wlenia (geologia)
Rów Wlenia – niewielka jednostka geologiczna (tektoniczna) w północno-zachodniej części Sudetów, stanowi południowo-wschodnie odgałęzienie depresji północnosudeckiej. Rozciąga się w kierunku WNW-ESE na południe od Wlenia. Od północy i południa ograniczają go uskoki, oddzielające rów Wlenia od metamorfiku kaczawskiego oraz od głównej części depresji północnosudeckiej. Na północnym wschodzie uskok Wlenia oddziela rów od zrębu Wlenia, a uskok północny Pławnej od rowu jerzmanickiego. Na południowym zachodzie uskok południowy Pławnej oddziela rów od jednostki Pilchowic. Ma kształt rowu o przebiegu północny zachód – południowy wschód. Wypełniają go skały osadowe i wulkaniczne, powstałe w okresie od górnego karbonu do górnej kredy:
z okresu górnego karbonu
szare zlepieńce, piaskowce, mułowce i łupki;
z okresu dolnego permu (czerwony spągowiec)
przeważnie czerwone, piaskowce, zlepieńce, mułowce oraz porfiry, melafiry i ich tufy;
z okresu górnego triasu
czerwone piaskowce, zlepieńce, mułowce, łupki oraz szare wapienie i dolomity;
z okresu górnej kredy
piaskowce, mułowce i margle.
Rów Wlenia buduje podłoże południowo-wschodniej części Pogórza Izerskiego oraz południowo-zachodniej części Gór Kaczawskich, przede wszystkim Małego Grzbietu. W tym przypadku nazwa "rów" mówi o jego budowie wewnętrznej (strukturze). Jest to zapadlisko ograniczone ze wszystkich stron uskokami. Otaczają je starsze skały metamorficzne, natomiast sam rów wypełniony jest młodszymi skałami osadowymi i wulkanicznymi. Pod względem morfologii rów Wlenia tworzy wzniesienia, niekiedy bardzo strome (góra Stromiec). Jest to inwersja rzeźby.
Na północny wschód i wschód od Wlenia i na północ od Gór Kaczawskich znajduje się mikroregion o nazwie Rów Wlenia (rów wleński), będący częścią mezoregionu Pogórze Kaczawskie.